# Jean-Baptiste Caqué
Pour les articles homonymes, voir Caqué.
Jean-Baptiste Caqué, né à Machault (Ardennes) le 9 octobre 1720 et mort à Reims le 16 septembre 1787, est un médecin français. 

## Biographie
Il fut l'élève de Pierre Benomont, son compatriote, et devint chirurgien en chef de l'Hôtel-Dieu de Reims, lieutenant du premier chirurgien du Roi et associé de l'Académie royale de Chirurgie. 
Il conquit sa réputation dans les hôpitaux militaires. Au siège de Fribourg, en octobre 1744, il passa huit jours et huit nuits à la tranchée pour panser les blessés.
Il remporta plusieurs prix proposés par l'Académie, inventa et perfectionna plusieurs instruments de chirurgie, pratiqua enfin, avec le plus grand succès, de 1751 à 1786, l'opération de la taille sur cent soixante-dix sujets.
Il obtint de Louis XV, en 1766, une pension de 1200 livres en récompense de ses découvertes et des nombreux services rendus à sa pairie.
Pleuré des pauvres en faveur desquels il avait fait plusieurs legs, et laissant plusieurs Mémoires et Observations restés manuscrits à la bibliothèque de l'École de Médecine à Paris.
Son fils, Pierre Henri Caqué (1751-1805), suivit la même carrière et légua à la Ville de Reims une partie de sa fortune pour le rétablissement des écoles de dessin et de mathématiques supprimées par la Révolution. J.-B. Caqué épousa, en 1748, sa cousine Françoise Anne Caqué (1725-1757) et eut pour gendre Nicolas Noël.
Le musée de Reims possède un portrait de Jean-Baptiste Caqué peint par Jacques Wilbault, artiste ardennais.
Il est inhumé dans le canton 2 du cimetière du Nord de Reims.